# Pilar (Córdova)
Pilar é um município da província de Córdova, na Argentina.